# 展生银耳
展生银耳（学名：Tremella effusa）是属于银耳目银耳科银耳属的一种真菌，群生于阔叶林中的阔叶树倒木上。该种分布于中国。